# 무함마드 타라불시
무함마드 하이르 타라불시(아랍어: محمد خير طرابلسي,‎ 1950년 9월 8일~2002년 8월 22일)는 레바논의 역도인이다. 1972년 하계 올림픽 남자 미들급에서 은메달을 획득하며 올림픽 역도 종목에서 메달을 획득한 첫 번째 레바논 선수가 되었고 2024년 9월 기준으로 레바논 역도 선수 중 유일하게 올림픽 메달을 획득한 선수이다.